# Cookov prolaz
Cookov prolaz je morski prolaz, tjesnac, između Južnog otoka i Sjevernog otoka na Novom Zelandu. Cookov prolaz povezuje Tasmanovo more na zapadu s južnim Pacifikom na istoku. 
Prolaz je dobio naziv po James Cook prvom europskom kapetanu koji je njime plovio godine 1770. Maorski naziv je Raukawa ili Raukawa Moana.